# Cris Lewis
Cris Lewis (* 10. Mai 1988 in Burien, Washington) ist eine US-amerikanische Fußballtorhüterin.

## Karriere
Lewis spielte während ihres Studiums von 2006 bis 2009 für die Portland State Vikings, das Team der Portland State University. Anfang 2013 wurde sie von den Thorns für die neugegründete NWSL verpflichtet, jedoch zunächst wieder aus dem Kader gestrichen. Ihr Ligadebüt gab Lewis schließlich am 1. Juni 2013 über die volle Spielzeit gegen die Chicago Red Stars als Ersatz für Karina LeBlanc. Dies blieb ihr einziger Saisoneinsatz für Portland, das sie zum Saisonende zunächst verließ. Im Juni 2014 wurde Lewis erneut als Reservespielerin in den Kader der Thorns aufgenommen.